# 魔法
魔法，是一種在現實中尚未經過證實的，不存在的，催動並控制能量的超自然力量，又稱巫術、法術，大多牽涉具神秘色彩的力量或是行為。廣義而言的魔法（包括下文所提及的仙術、妖術）多為依附在特定信仰體系之下，為信仰者所相信，能夠引發超自然現象的法術形式。至於狹義的魔法則專指歐洲文化中所認知，冠以魔法之名的術法。此外尚未被證實但非神祕學的超自然現象通常被歸類為科學的範疇，不能稱之為魔法。一些研究認為，相信某種形式的魔法存在，並嘗試使用之以延年益壽或贏得愛情的現象，普遍存在於所有的人類文化當中，也就是說，對魔的信仰與使用，是普世文化通則之一，對魔法的信仰和嘗試運用，和對運氣的信仰與占卜一樣，是所有社會當中都存在的一種迷信。而一個會魔法的人若是想要施展魔法就必須消耗自身的法力，並且得要詠唱咒文。會使用魔法力量的人類被稱為巫師或魔法師。

## 概述
在古代，考古家从旧石器时代的遗迹拉斯科洞穴里面，就有挖掘发现不少与远古时期魔法信仰有关的文物和壁画。能控制超自然能力的人通稱為魔法師，他們使用的能力就是所謂的魔法，在古代人們對大自然的恐懼催生了名為惡魔的意念生物，他們擁有強大的能力，以及自己的崇拜者（恐懼牠們的人類），這些崇拜者獻上代價，以換取同等的力量，因為能力是由魔而來，所以稱之為魔法。魔法的研究中出現的產物有咒文（惡魔文字）、圖騰、魔紋、魔具、魔藥等。魔法師又分多種派系，西洋的魔法師發現咒文，也就是惡魔文字，咒語於焉產生，後繼的魔法師將咒語書寫成文，成為魔紋，將魔法融入藥劑中就成為所謂的魔藥，將魔紋繪畫或雕刻在器物上就能製出魔具。
北方的原始崇拜，薩滿教製作出了擁有各種神奇作用的圖騰,跟西方的魔紋有異曲同工之妙。在魔法世界的認知中，魔法是一種靈魂的技藝，所謂靈魂的說法又有精神力、意志力、信仰力等種種，在魔法的諸多派別間眾說紛紜，例如西方的古教廷教皇廳就是將靈魂的技藝轉化成信仰的技藝。歐洲這塊大陸上也有其他的解釋法，較偏向意志和精神層面，也因此創造了降神術和催眠術，後者是依靠精神力搭配手勢、語言、燈光、暗示…等等的手法以達成對第二意識（潛意識）的掌握、操控。而降神術則是依靠靈媒進行引導，以多數人的意志為主體將已逝之人的靈魂附身到指定的人身上，根據紀錄所言，有靈媒在施展降神術時，受降生者（接受已逝靈魂降生的人）出現變貌（改變樣貌）的現象，可以說出四種不同的外語，經過證實，這名受降生者根本沒有學過這四門外語。西方的降神術跟東方的碟仙有異曲同工之妙，現下在英國較為盛行。

## 語彙定義及普遍印象
在中文裡，「魔法」通常是指自西方文化傳入的神秘且超自然的力量或是行為。這是因為此單字本為日本明治時代為了翻譯外國語而被創造的和製漢語，爾後成了為中文的新詞彙。現下狹義所指的魔法與巫術有很大的差別，即使兩者都被視為超自然力量，魔法是非常注重天賦的，它能改變四周的環境並加以控制，至於巫術則是依賴著自然環境，靠著自然而施展。用身體內的能量（腦波等）產生對外的能量，也可以產生基本物質（無加工過的）。

## 種類
人們相信超自然能力的存在，並對公認為出自不同譜系，施術者的術法冠以不同名稱，如神仙的仙術、妖怪的妖術、道士的道術以及僧人的神通力。反之亦然，如施行巫術之男者稱為巫或覡，女者稱女巫，施展魔法者為魔法師等。因此(廣義的)魔法種類很多，亦並非只有魔法師才能使用。神仙、妖怪、道士等所施展的魔法，多以神話形式流傳，而人所使用的魔法，則稱為魔術、幻術(此處指涉者已脫離一般所謂魔術，而屬於超自然的範疇)。
- 白魔法
- 黑魔法
- 炼金术
- 占卜和预言
  - 占星術
  - 塔羅牌[2]
- 德魯伊
- 盧恩文
- 猶太密教
- 以諾魔法
- 类比魔法（英语：Sympathetic magic）：基于模仿或相似、对应性的魔法，比如以形补形

## 使用魔法或常與魔法有關的角色和奇幻生物
更多参看传说人物、怪物、传说生物、神獸、妖怪、幽靈、鬼
- 魔法少女、魔法少年
- 龍、鳳凰、獨角獸
- 小仙子、精靈、妖精、哥布林、獸人
- 矮人、地精、巨人
- 半人馬、人魚
- 狼人、地獄犬、吸血鬼
- 駿鷹、獅鷲、史芬克斯
- 巫婆、巫師、魔女
- 魔像、食人魔、半獸人、惡魔
- 殭屍、跳屍

### 傳說
- 《神話》
- 《民間故事》